# タニエル
タニエルは、日本のイラストレーター。女性。

## 主な作品

### ゲーム
- ブレイドダンサー 〜千年の約束〜（ヒットメーカー、ソニー・コンピュータエンタテインメント）
- ドラグナーズアリア 竜が眠るまで（ヒットメーカー、日本一ソフトウェア）※キャラクターコンセプトデザイン
- ウィッチテイル 見習い魔女と7人の姫（ヒットメーカー、日本一ソフトウェア）